# Gordon Thomson
Gordon Lindsay Thomson DSC DFC (Wandsworth, Londres, 27 de març de 1884 – Staplehurst, Kent, 8 de juliol de 1953) va ser un remer anglès que va competir a primers del segle xx.
Thomson estudià a la University College School, a Hampstead, i al Trinity Hall de la Universitat de Cambridge.
El 1908 va prendre part en els Jocs Olímpics de Londres, on guanyà dues medalles en la competició de rem. En la prova del dos sense timoner, juntament amb John Fenning, guanyà l'or, mentre que en la cursa del quatre sense timoner guanyà la de plata fent equip amb Fenning, Philip Filleul i Harold Barker, en perdre la final contra la tripulació del  Magdalen College de la Universitat d'Oxford.
El 1909, Thomson fou membre de la tripulació de Cambridge que guanyà la Regata Oxford-Cambridge. El 1910 guanyà la Silver Goblets a la Henley Royal Regatta formant equip amb John Burn. També fou jugador de rugbi als equips UCS Old Boys, London Scottish i Surrey.
Amb l'esclat de la Primera Guerra Mundial, Thomson es va unir a la Royal Naval Air Service. El 1915 aconseguí el rang de tinent de vol i el de comandant de vol el 1916. Va ser guardonat amb la  Creu del Servei Distingit pel seu treball fotogràfic a baixa altura sobre les línies enemigues a Gallipoli. També va guanyar la  Creu dels Vols Distingits.
Thomson morí a Staplehurst, Kent el 1953.